# Carpophage pacifique
Ducula pacifica
Espèce
Statut de conservation UICN

 LC  : Préoccupation mineure
Le Carpophage pacifique (Ducula pacifica) est une espèce d'oiseau appartenant à la famille des Columbidae.

## Description
Cet oiseau mesure 36 à 41 cm de longueur pour une masse de 370 à 420 g. La femelle est légèrement plus petite que le mâle.
Il présente une tête, un cou et une poitrine grise, cette dernière étant lavée de rosâtre. Le dos, les ailes et la queue sont vert noirâtre. Les sous-caudales sont brunes. Le bec est noir avec une grosse protubérance à la base de la mandibule supérieure. Les iris sont rouges et les pattes rouge brunâtre.

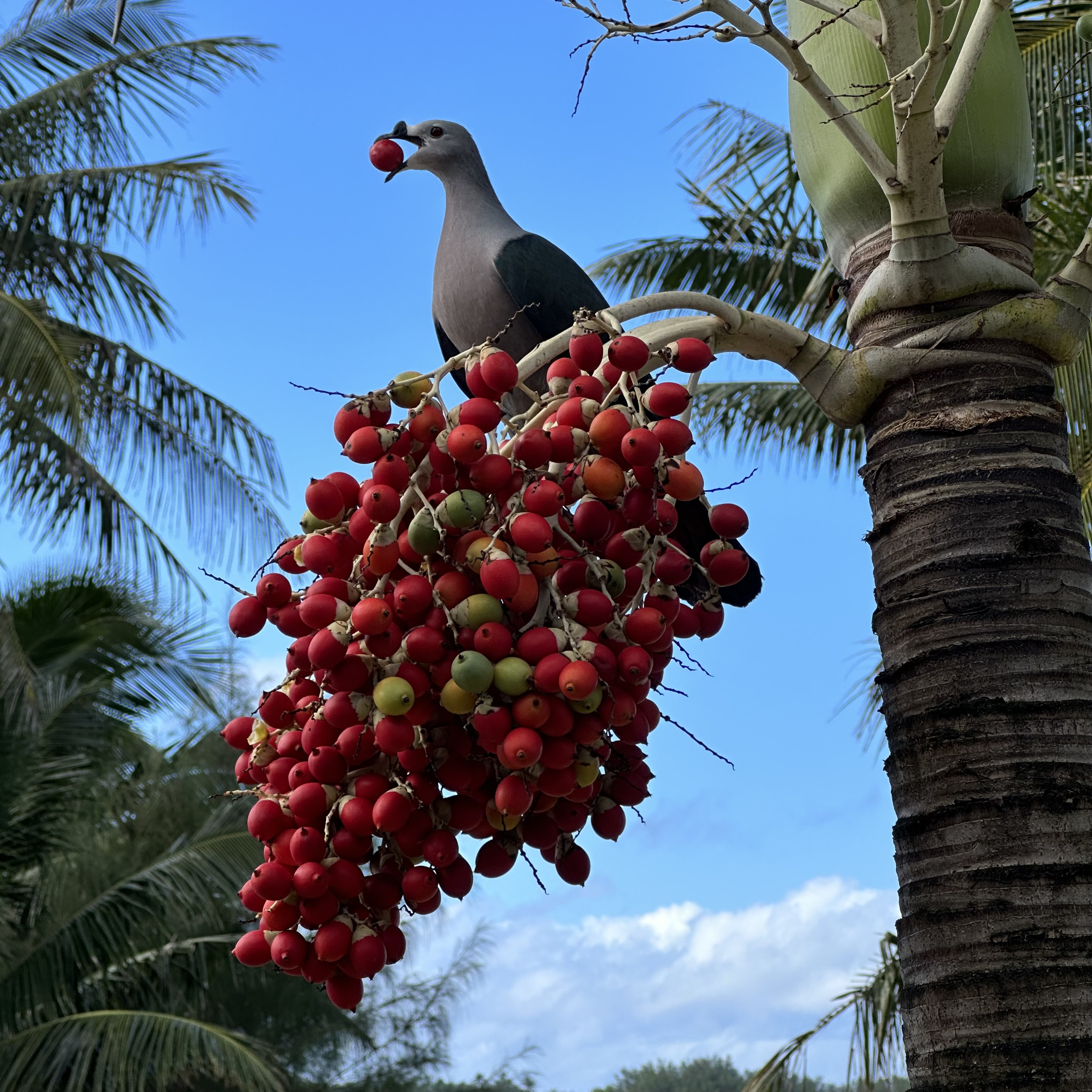

Le jeune possède un plumage plus terne et ses iris sont brunâtres. Son bec ne porte pas de protubérance.

## Répartition
Cet oiseau peuple de nombreuses îles du sud-ouest de l'Océanie : Nouvelle-Guinée, Archipel Bismarck, Louisiades, îles Salomon, Wallis et Futuna, Tuvalu, etc.

## Habitat
Cette espèce vit dans les forêts humides des grandes îles jusqu'à 1 000 m d'altitude et dans les forêts et bois xérophiles littoraux sur les petites.

## Alimentation
Cet oiseau se nourrit presque toujours dans les arbres (en particulier dans la canopée), rarement au sol, essentiellement de fruits mais aussi de fleurs et de jeunes feuilles. Quand la nourriture est abondante, il peut constituer des groupes importants.

## Nidification
Bien dissimulé dans la végétation, le nid est construit dans les arbres le plus souvent entre 20 et 25 m, rarement entre 8 et 10 m. La femelle pond un seul œuf blanc (40 × 29 mm). L'incubation dure entre 19 et 21 jours. Le jeune s'envole vers l'âge d'une vingtaine de jours.

## Sous-espèces
Deux sous-espèces sont généralement admises :
- Ducula pacifica sejuncta Amadon, 1943 — des îlots du nord de la Nouvelle-Guinée aux îles Green et Mussau plus petite et gris plus pâle aux ailes plus arrondies ;
- Ducula pacifica pacifica (Gmelin, 1789) — des Louisiades aux îles Salomon, Fidji, Samoa, Tonga, Niue et îles Cook.

Quatre autres sous-espèces sont parfois citées :
- Ducula pacifica farquhari (Sharpe, 1900) ;
- Ducula pacifica intensitincta (Stresemann) ;
- Ducula pacifica microcera (Bonaparte) ;
- Ducula pacifica tarrali (Bonaparte).